# Блек-Рівер-Фоллс (Вісконсин)
Блек-Рівер-Фоллс (англ. Black River Falls) — місто (англ. city) в США, в окрузі Джексон штату Вісконсин. Населення — 3523 особи (2020).

## Географія
Блек-Рівер-Фоллс розташований за координатами 44°17′42″ пн. ш. 90°50′41″ зх. д. / 44.29500° пн. ш. 90.84472° зх. д. (44.294951, -90.844612).  За даними Бюро перепису населення США в 2010 році місто мало площу 10,86 км², з яких 10,61 км² — суходіл та 0,25 км² — водойми.

## Демографія
Згідно з переписом 2010 року, у місті мешкали 3622 особи в 1613 домогосподарствах у складі 845 родин. Густота населення становила 333 особи/км².  Було 1732 помешкання (159/км²).
Расовий склад населення:
| - 91,5 % — білих - 5,2 % — корінних американців - 0,5 % — чорних або афроамериканців - 0,3 % — азіатів |

До двох чи більше рас належало 2,3 %. Частка іспаномовних становила 1,7 % від усіх жителів.
За віковим діапазоном населення розподілялося таким чином: 22,8 % — особи молодші 18 років, 56,0 % — особи у віці 18—64 років, 21,2 % — особи у віці 65 років та старші. Медіана віку мешканця становила 41,6 року. На 100 осіб жіночої статі у місті припадало 93,9 чоловіків;  на 100 жінок у віці від 18 років та старших — 85,7 чоловіків також старших 18 років.
Середній дохід на одне домашнє господарство  становив 54 485 доларів США (медіана — 49 094), а середній дохід на одну сім'ю — 62 232 долари (медіана — 65 820). Медіана доходів становила 42 802 долари для чоловіків та 29 934 долари для жінок. За межею бідності перебувало 10,4 % осіб, у тому числі 21,0 % дітей у віці до 18 років та 6,2 % осіб у віці 65 років та старших.
Цивільне працевлаштоване населення становило 1829 осіб. Основні галузі зайнятості: освіта, охорона здоров'я та соціальна допомога — 26,7 %, публічна адміністрація — 16,5 %, мистецтво, розваги та відпочинок — 12,7 %, роздрібна торгівля — 11,3 %.